# 三裂地蔷薇
三裂地蔷薇（学名：Chamaerhodos trifida）为蔷薇科地蔷薇属的植物。分布于俄罗斯、蒙古以及中国大陆的黑龙江、内蒙古等地，生长于海拔600米至900米的地区，多生于草原和山坡，目前尚未由人工引种栽培。